# Ложно обвинённый
«Ложно обвинённый» или «Невинно осуждённый» (англ. , 1905) — немой чёрно-белый фильм Сесиля Хепуорта.

## Сюжет
Фильм состоит из последовательности следующих сцен:
Контора (днём)Патрон получает большую сумму денег, переписывает номера билетов (крупный план) и кладет её в сейф.
Служащий, находящийся в конторе, при помощи куска мыла снимает слепок с ключа от сейфа.
Контора (в полночь)Неизвестный обкрадывает сейф и кладёт слепок с ключа и два банкнота в стол другого служащего.
Контора (утром)Пропажа обнаружена, обвиняют невиновного.
Крупным планом демонстрируется кусок мыла. Обвинённый служащий в отчаянье покидает контору.
Дом герояНевиновный приходит к жене, здесь его арестовывают.
Герой бежит из тюрьмыГерой в тюремном платье убегает от преследователей, перепрыгивает через стену пасторского дома и пересекает сад.
В гостинойПастор заинтересовывается историей невинно осуждённого и даёт ему деньги. Герой покидает пасторский дом.
Игорный домВор, пришедший играть на краденые деньги, затевает драку, его арестовывают. Герой возвращается домой в сопровождении пастора.
КонецДемонстрируется настоящий вор, находящийся в тюрьме в одежде каторжника.

## Художественные особенности
«…Смена кадров в этом фильме 1905 года весьма быстрая, кроме того, Хепуорт употребляет крупный план как элемент рассказа. Следуя за Дж. А. Смитом, Хепуорт не ограничивается тем, что перемежает сцены крупного плана сценами общего плана, — он вставляет крупный план, показывающей деталь, в сцену, которая идет дальше, не прерываясь…»

## В ролях
- Сесиль Хепуорт